# Dynrödmyra
Dynrödmyra (Myrmica specioides) är en myrart. Dynrödmyra ingår i släktet rödmyror, och familjen myror. Enligt den svenska rödlistan är arten nära hotad i Sverige. Arten förekommer i Götaland. Artens livsmiljö är havsstränder, jordbrukslandskap, stadsmiljö.

## Bildgalleri

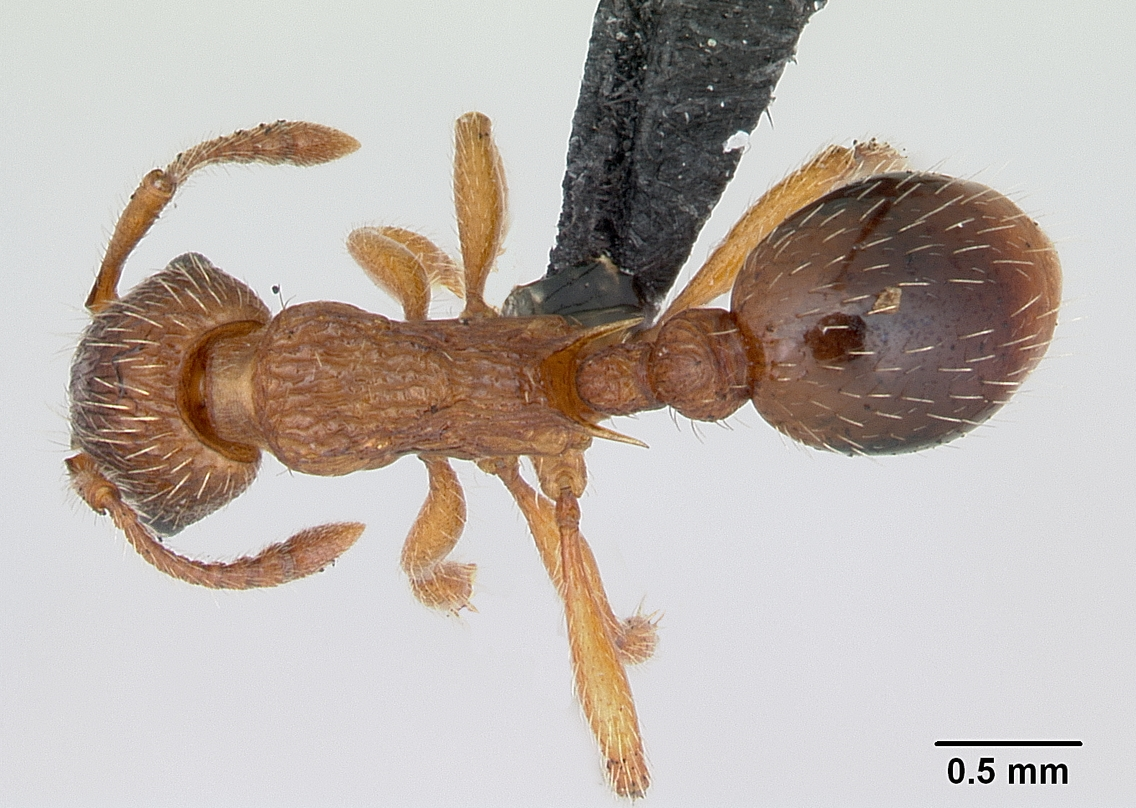
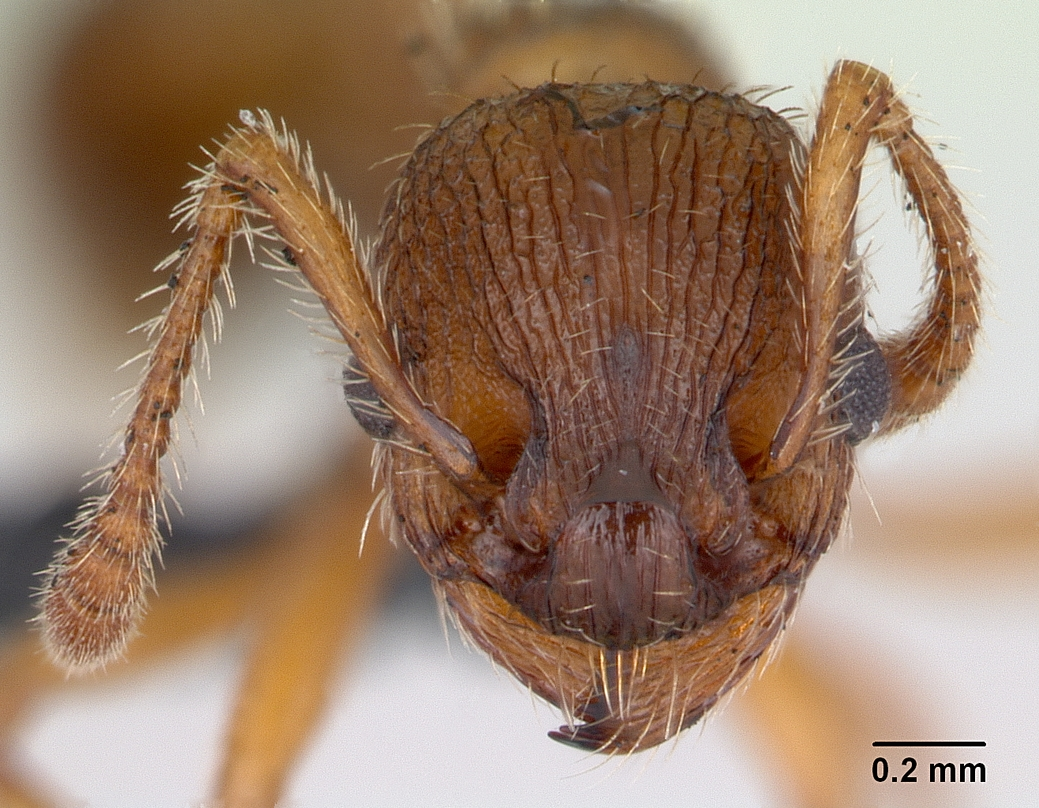
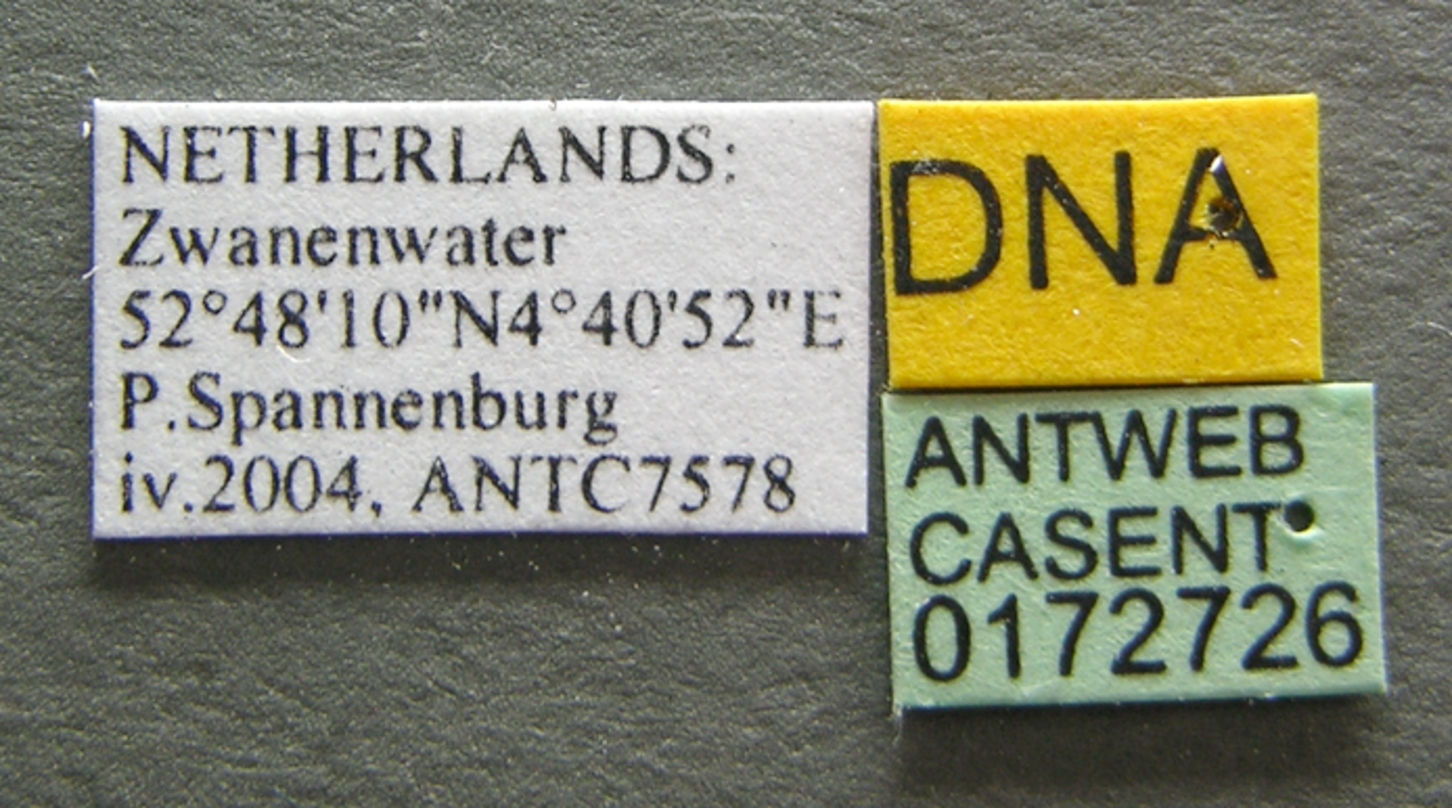
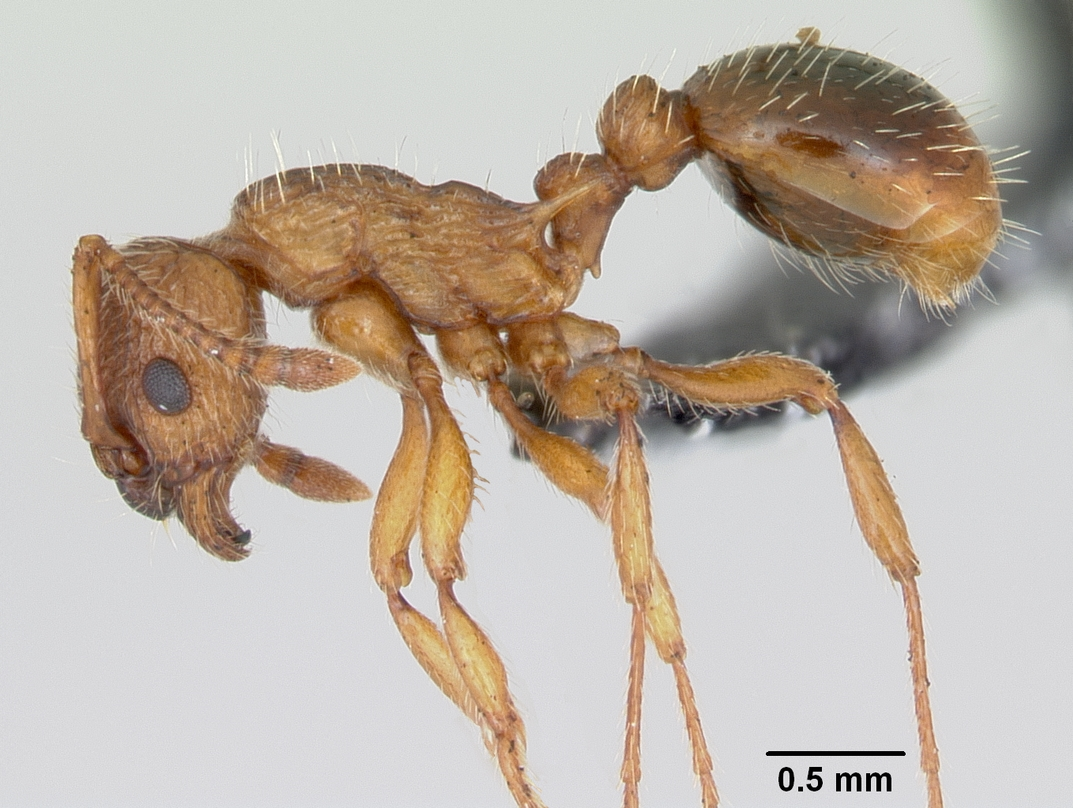
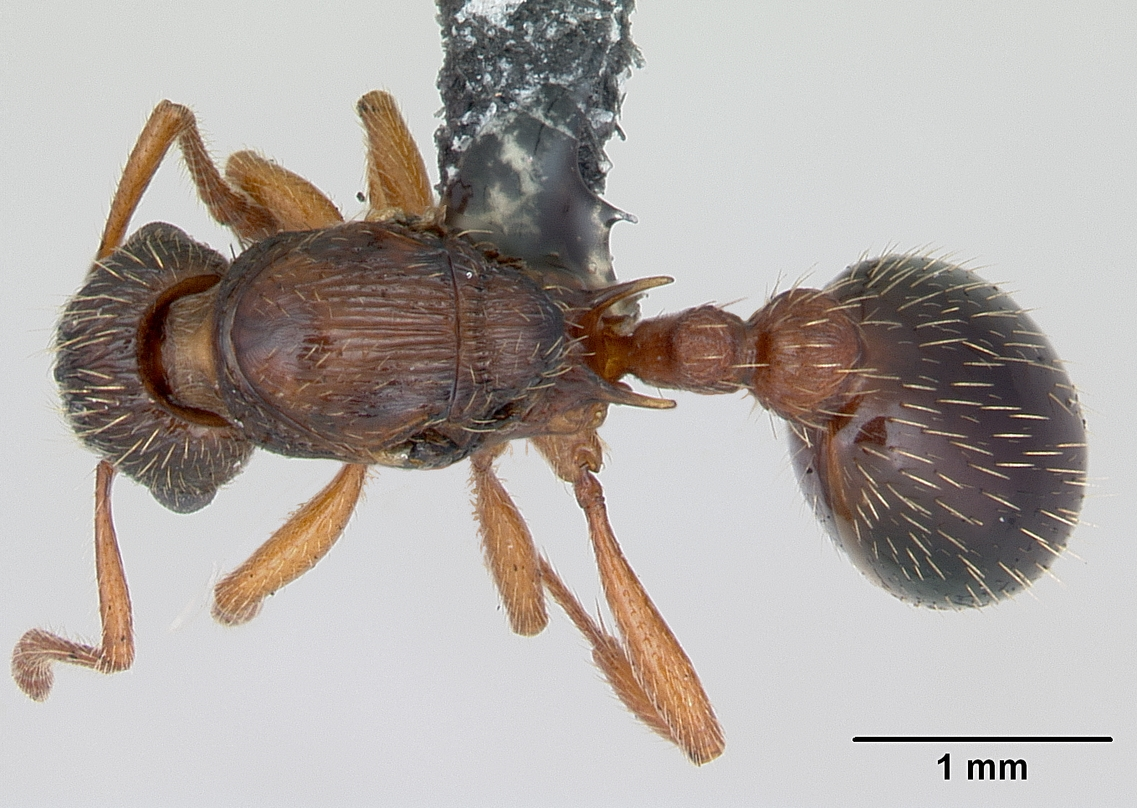
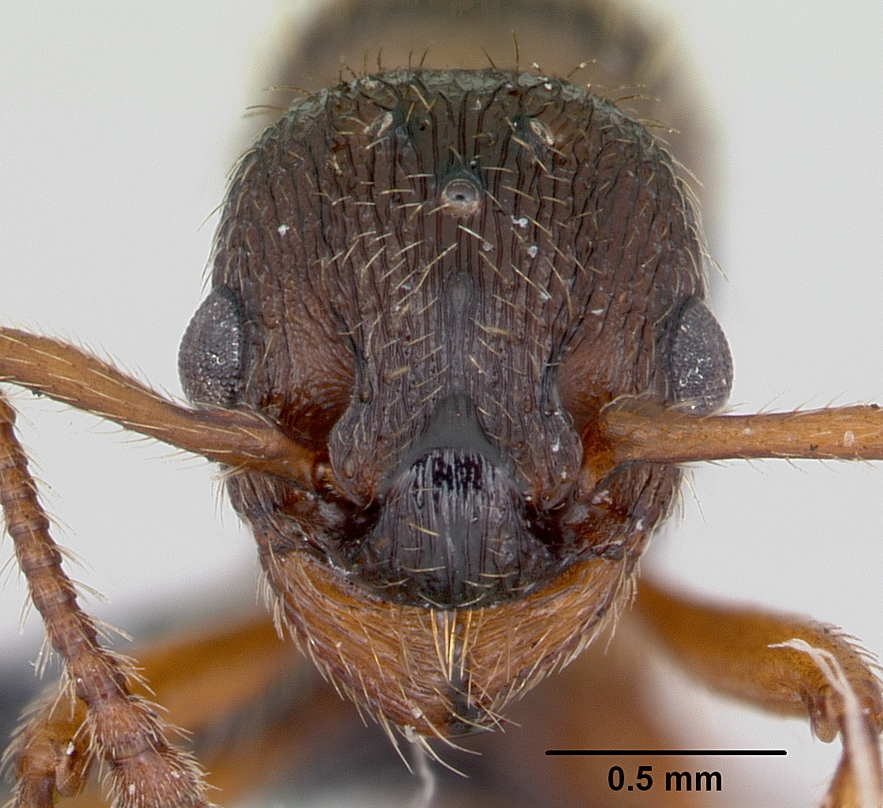